# Ngrompak
Ngrompak is een bestuurslaag in het regentschap Wonogiri van de provincie Midden-Java, Indonesië. Ngrompak telt 3646 inwoners (volkstelling 2010).